# Mythes sur la planète Vénus
 (août 2024).
Si vous disposez d'ouvrages ou d'articles de référence ou si vous connaissez des sites web de qualité traitant du thème abordé ici, merci de compléter l'article en donnant les références utiles à sa vérifiabilité et en les liant à la section « Notes et références ».
La planète Vénus est le troisième astre en termes de magnitude apparente, après le Soleil et la Lune. Elle a donc attiré l'attention des premiers astronomes.
Les cultures et civilisations préhistoriques, protohistoriques et historiques ont créé des légendes autour de cette « étoile errante » très particulière.
Cet article a pour but de lister tous les mythes relatifs à la planète Vénus.

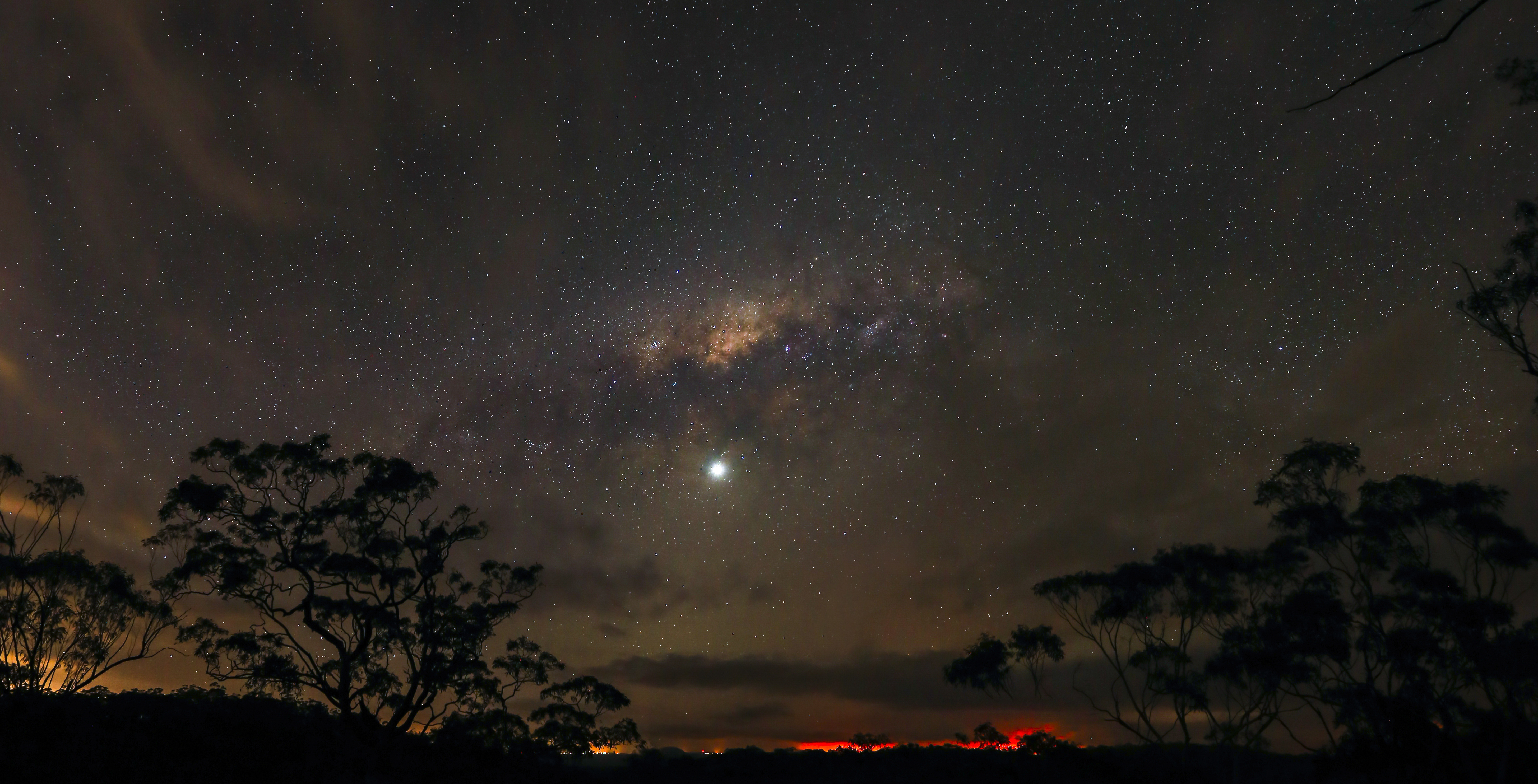
Vénus.

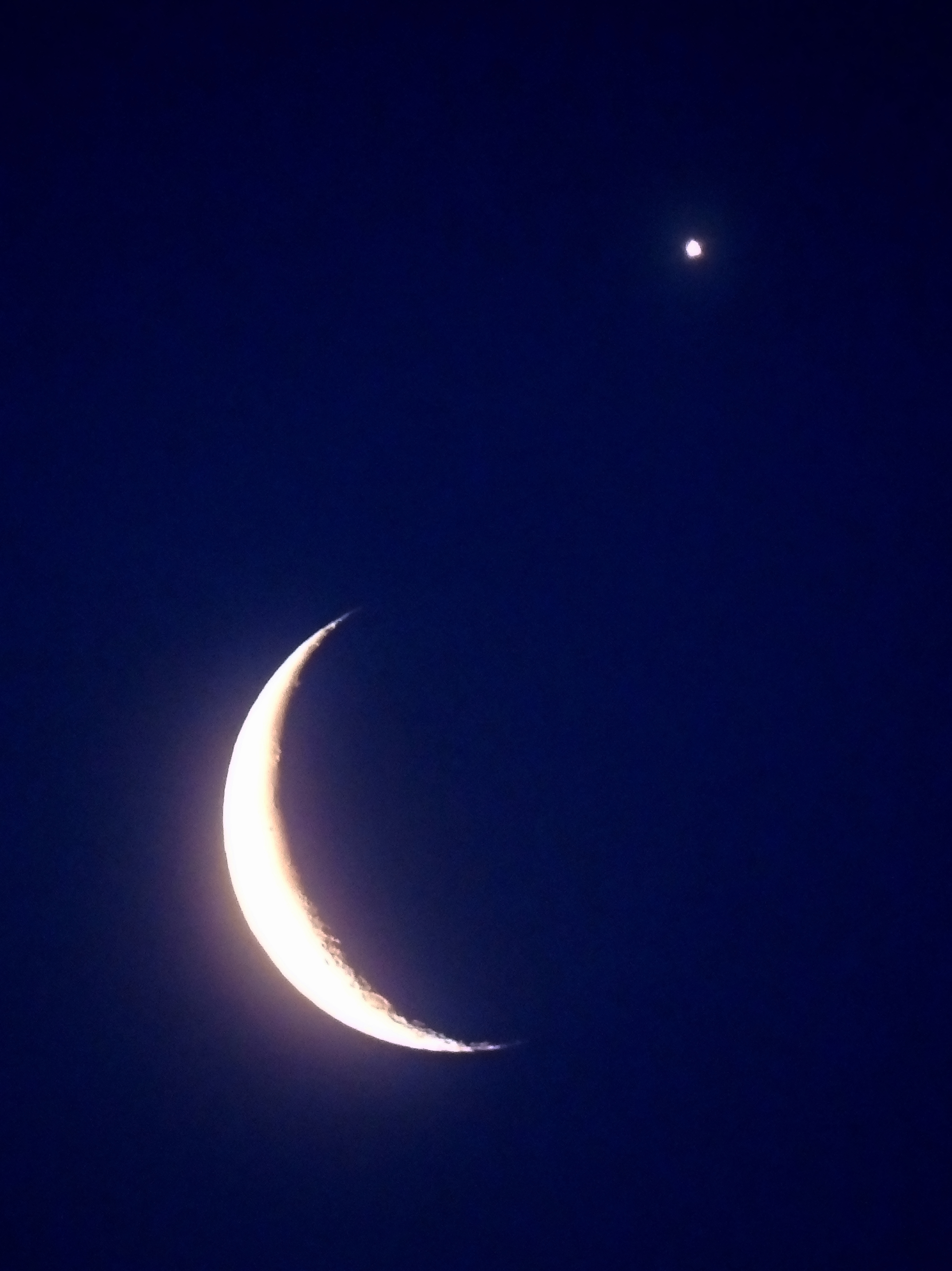
Vénus et la Lune.

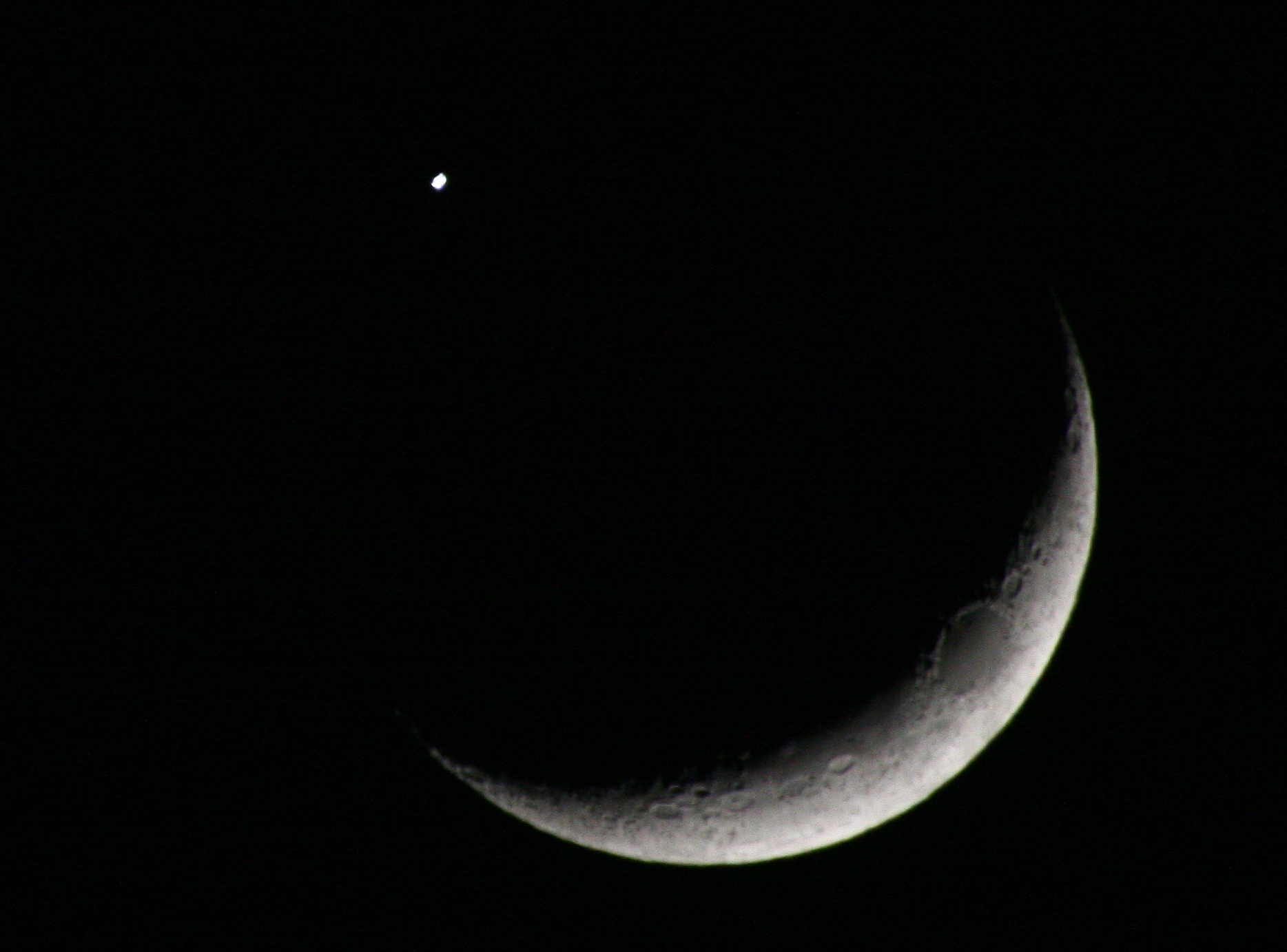
Vénus et la Lune.

## Caractéristiques particulières de la planète Vénus vue de la Terre
Les premiers astronomes avaient différencié les astres en deux catégories : les « fixes », c'est-à-dire ceux qui restaient à la même place les uns par rapports aux autres (quel que soit le moment de l'année ou de la nuit ; ce sont nos étoiles), et les « errants », ceux qui changeaient de place les uns par rapport aux autres. Ces derniers sont nos planètes (du grec ancien πλανήτης, planêtês « errantes »). À l'œil nu, elles sont au nombre de cinq. Dans l'ordre de brillance (magnitude apparente, initialement l'intensité de la sensation visuelle produite par une étoile), de la plus brillante à la plus terne, ce sont Vénus (4,6), Jupiter (blanche, 2,9), Mars (rouge, 2,9), Mercure (1,9) et Saturne (0,4). Leur seront ajoutés le Soleil (26,7) et la Lune (12,6 lorsqu'elle est pleine). Il y avait donc sept astres errants. Leurs noms seront associés aux sept jours de la semaine. Les Anciens, ne pouvant les observer, ne connaissaient pas les planètes Uranus (découverte en 1781) et Neptune (en 1846), ni bien évidemment Pluton (en 1930, reclassé comme planète naine en 2006).
Dans un premier temps, l'« étoile du matin » et l'« étoile du soir » ont été considérées comme deux astres différents. Ce n'est que plus tard que les Anciens ont compris qu'il s'agissait d'un seul astre, Vénus.

## Les Aborigènes d'Australie
Les Aborigènes d'Australie arrivent sur le continent entre 50 000 et 40 000 ans avant notre ère. Ils n'auront aucun contact avec le reste du monde jusqu'à l'époque moderne.
L'étoile du matin est l'objet de légendes dans la mythologie des Aborigènes d'Australie. Elle est importante pour les aborigènes qui se lèvent à l’aube pour commencer à chasser ou à pêcher. Ils la considèrent souvent comme une jeune fille.
Dans une légende de la Terre d’Arnhem (à l’extrême nord de l’Australie), l’Étoile du matin s’appelle Barnumbirr :
Dans la Terre d’Arnhem, l’Étoile du matin joue un rôle important dans les funérailles, à cause de son lien avec l’île des morts. Elle est représentée par un totem au sommet duquel est fixée une grappe de plumes blanches ou de duvet blanc, qui symbolise l’étoile brillante, et de longues cordes qui se terminent par de petits bouquets de plumes, qui symbolisent les rayons. Selon la croyance du peuple Arnhem, l’étoile conduit l’esprit de la personne décédée vers le lieu de son dernier repos dans Bralgu. »
Julien Girard de Rialle, en 1878, dans son ouvrage La mythologie comparée, parle, entre autres choses, du « culte fétichique des corps célestes » des cultures « sauvages » dont les Australiens « si peu avancés en civilisation » . Il mentionne la planète Vénus qui est nommée Djula-go-ling (page 151).

## Les Koï-San (Bushmen, Bochimans) d'Afrique australe
L'étoile du matin est l'objet de légendes dans la mythologie des Koi-San (Bushmen, Bochimans) d'Afrique australe[réf. souhaitée].

## Les Dogons du Mali
Les Dogons (peuple du Mali) ont créé une cosmogonie très élaborée. Elle mentionne, entre autres choses, l'existence d'un satellite de Vénus.
La tribu Dogon Ono aurait déterminé six positions (yazu giri, « œil de Vénus ») de la planète Vénus (tolo yazu) :
- obia (quand Vénus est invisible)
- donna tolo ou albana tolo, « astre de l'ouest ».
- yazu ou bayara, « astre du matin ».
- enegirim, « astre des chevriers », rapproché de notre « étoile du Berger ».
- dige tanu , « astre de minuit » (astre du soir).
- yapunu da tolo, « astre du plat des femmes menstruées ».

Ces différentes positions seraient gravées sur une table de divination et interprétées par des initiés. Les différentes phases décriraient les déplacements de l'astre autour du Soleil. On retrouverait ce parcours sur la façade Est de la maison du grand prêtre (Hogon) d'Arou à droite en direction du Nord, au-dessus de l'estrade à gauche et au-dessus des figures du Soleil au sud, de la Lune et du pelu tolo (« Étoile de la 10e Lune »). Ce cycle se répéterait tous les 3 ans. Les Dogons connaîtraient aussi Yazu Danala tolo, un astre compagnon de Vénus (non encore découvert par les occidentaux).
Quant au satellite de Vénus, les astronomes modernes l'ont cherché du milieu du XVIIe siècle à la fin du XIXe siècle. On lui a même donné un nom : Neith. Le résultat a été négatif : Vénus n'a pas de satellite naturel. Ce que l'on a parfois pris pour cela n'était qu'illusion d'optique.

## Les traditions chamito-sémitiques

### Égypte
Les Égyptiens auraient eu deux noms pour la planète Vénus : Douaou, dans son rôle d'étoile du matin ; Bonou, dans celui d'étoile du soir,[source insuffisante].
Les Égyptiens auraient associé la planète Vénus à la déesse Hathor[réf. souhaitée].
La planète Vénus est présente sur le zodiaque de Dendérah (daté d'environ 50 avant notre ère). Elle est appelée « le-dieu-du-matin ».
Les Romains (voir plus bas) diront que les Égyptiens avaient associé la planète Vénus à la déesse Isis.

### Mésopotamie

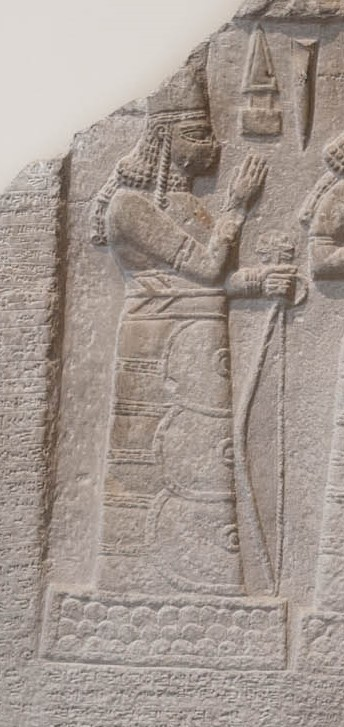
Représentation d'Ishtar portant un arc et associée au symbole de l'étoile, VIIIe siècle avant notre ère.

La planète Vénus est connue des Babyloniens de l'Âge du bronze. Elle est associée à Ishtar, déesse de l'Amour dans la mythologie mésopotamienne,.
Plusieurs hymnes louent Ishtar dans son rôle de déesse de la planète Vénus.

### Phénicie et Canaan

#### Carthage
La planète Vénus est associée à la déesse Tanit,.
La planète Vénus est associée à la reine Élissa (Didon).

### Israël
La Bible hébraïque (livre d'Isaïe : 14, 12) désigne la planète Vénus (en tant qu'étoile du matin) par l'expression hêlēl (ou hêylêl) ben šāḥar "הֵילֵל בֶּן-שָׁחַר" « (astre) brillant fils de l'aurore ».
Hyll (ou hylyl dans l'un des manuscrits de la mer Morte) vient de la racine hâlal (« briller, luire », mais aussi « vouloir briller, se vanter, extravaguer»). Les lexicographes Brown, Driver et Briggs, ainsi que Koehler et Baumgartner le traduisent par shining one (« celui qui brille »), qu'ils interprètent comme « étoile du matin ».
Au IIIe siècle avant notre ère, la Bible hébraïque a été traduite en grec : la Septante. Le mot hébreu hêlēl a été traduit par Éosphoros dans l'expression hêlēl ben šāḥar. Dans la Septante, on lit « ὁ ἑωσφόρος ὁ πρωὶ ἀνατέλλων / ó éôsphóros ò prôì ánatéllôn » qui signifie « le porteur d'aurore, celui qui se lève le matin ».
Vers 408, Jérôme de Stridon (ca. 347 à 420, un des quatre Pères de l'Église latine, docteur de l'Église et canonisé), travaillant sur la version hébraïque et la version grecque, garde l'usage latin de traduire le Eosphoros grec par Lucifer. Il traduit donc, dans la Vulgate (version chrétienne latine de la Bible), l'hébreu hêlēl dans l'expression hêlēl ben šāḥar par le mot lucifer. C'est à ce moment-là que le mot lucifer (puis Lucifer) entre véritablement dans la Bible chrétienne.
Isaïe (14, 4) a l'ordre de stigmatiser un personnage : « Tu entonneras le chant que voici sur le roi de Babylone : Comment a disparu l'oppresseur, cessé la tyrannie ». Puis Isaïe (14, 12 à 14) parle de la chute et de la mort de ce roi. S'adressant à ce roi, il dit : « Comme tu es tombé du ciel hêylêl (astre brillant), fils de l'aurore ! Comme tu as été renversé jusqu'à terre, dompteur des nations ! Tu disais en ton cœur : Je monterai au ciel, au-dessus des étoiles de Dieu j'érigerai mon trône, je m'assiérai sur la montagne du rendez-vous, dans les profondeurs du Nord. Je monterai sur les hauteurs des nuées, je serai l'égal du Très-Haut ». La traduction de la Bible de Jérusalem confirme : « Comment es-tu tombé des cieux, Astre du matin, fils de l'Aurore ? ». Dans le contexte de l'oracle d'Isaïe, il s'agissait de décrire l’ascension et la chute d'un tyran, ici la chute d'un souverain babylonien (VIIIe / VIIe siècle av. J.-C.).
Certains font l'hypothèse qu'Isaïe semble avoir utilisé un thème emprunté à un mythe cananéen qui fait allusion à la déesse Sahar, l'« Aurore ».
Une note dans l'édition de la Bible de Jérusalem précise à propos du passage d'Isaïe 14, 3 à 21 : « Ce mashal, satire contre un tyran abattu, aurait été composé, selon certains, par Isaïe lui-même, pour célébrer la mort de Sargon II (ou celle de Sennachérib) et complété au temps de l'exil par quelques lignes d'introduction pour être appliqué à un roi de Babylone. Mais selon beaucoup d'autres, le poème aurait été composé directement contre Nabuchodonosor ou Nabonide. » (Isaïe a vécu et écrit au VIIe siècle, soit avant la prise de Jérusalem par les Babyloniens et l'Exil).
Une deuxième note de la même édition précise : « cette partie du poème présente plusieurs points de contact avec la mythologie phénicienne : la « montagne de l'assemblée » des dieux ; le « Très Haut », nom de Yahvé, mais aussi du Baal phénicien. Les Pères (de l'Église) ont compris la chute de l'Astre du Matin (Vulgate Lucifer) comme celle du prince des démons, dont le tyran païen est le représentant et le symbole ». Dans cette note, le mot « Lucifer » possède une majuscule alors que dans le texte de la Vulgate, il a une minuscule.
Dans la Vulgate, on trouve aussi lucifer dans :
- Bible hébraïque : livre de Job 11:17 : « Et quasi meridianus fulgor consurget tibi ad vesperam ; et cum te consumptum putaveris, orieris ut lucifer », soit : « Plus brillante que midi alors monte ta vie, les ténèbres seront comme le matin ».
- Bible hébraïque : livre de Job 8:32 : « Numquid producis luciferum in tempore suo, et vesperum super filios terræ consurgere facis ? ».

#### La tradition chrétienne
Le passage du livre d'Isaïe (14, 3 à 21) traduit par Jérôme de Stridon confirme l'assimilation, par les Chrétiens, du Lucifer-étoile du matin à un ange déchu.
La chute spectaculaire de l'« astre brillant du matin » (roi de Babylone) du livre d'Isaïe devient dans la Bible latine la chute de Lucifer. Elle est interprétée comme la description de la chute d'un ange, ce qui favorise l'assimilation de Lucifer à Satan.
À la fin du IVe siècle, le poète chrétien Prudence (né en 348, mort après 405), dans son ouvrage Cathemerinon, XII. Hymnus Epiphaniae, vers 29-36 donne une assimilation de l'étoile du matin à Lucifer : « Quod ut refulsit, ceteri cessere signorum globi, nec pulcher est ausus suam conferre formam Lucifer. Quis iste tantus, inquiunt, tegnator astris inperans, quem sic tremunt cælestia, cui lux et æthra inserviunt », ce qui peut se traduire par « Dès qu’il eut brillé, les autres astres pâlirent ; l’étoile du matin, malgré sa beauté, n’osa pas se montrer auprès de lui ».
Le mot lucifer est utilisé dans le deuxième épître de saint-Pierre (2 Pierre 1,19) de la Vulgate latine : « Et habemus firmiorem propheticum sermonem: cui benefacitis attendentes quasi lucernae lucenti in caliginoso loco donec dies elucescat, et lucifer oriatur in cordibus vestris » qui est aujourd'hui traduit par « Ainsi nous tenons plus ferme la parole prophétique : vous faites bien de la regarder, comme une lampe qui brille dans un lieu obscur, jusqu'à ce que le jour commence à poindre et que l'astre du matin se lève dans vos cœurs ». Le mot lucifer désigne ici « l'astre du matin », soit la planète Vénus en tant qu'étoile du matin, mais certains l'ont interprété comme une image du Christ.
- Dans la Vulgate, [Apocalypse 22, 16], Jésus parle : « Ego Jesus misi angelum meum testificari vobis haec in ecclesiis. Ego sum radix, et genus David, stella splendida et matutina. », ce qui peut se traduire par « Moi, Jésus, j’ai envoyé mon ange pour vous attester ces choses dans les Églises. Je suis le rejeton et la postérité de David, l’étoile brillante du matin »[23]. Il est bien question de l'étoile du matin associée au Christ mais le mot Lucifer n'est pas mentionné.
- Cet usage se retrouve dans l’Exultet, le chant liturgique par lequel l'Église catholique, durant la veillée pascale du Samedi saint, proclame l'irruption de la lumière dans les ténèbres, symbolisée par celle du cierge pascal qui vient d'être allumé : « Flammas eius lucifer matutinus inveniat : ille, inquam, lucifer, qui nescit occasum, Christus Filius tuus qui, regressus ab inferis, humano generi serenus illuxit. », soit : « Qu'il brûle toujours lorsque se lèvera l'astre du matin, celui qui ne connait pas de couchant, le Christ ton Fils ressuscité qui, revenu des enfers, répand sur les hommes sa lumière et sa paix ».

### Arabie
Julien Girard de Rialle (pages 25) : « Aussi quand les Arabes furent dans la phase astrolâtrique où ils se trouvaient encore presque complètement lors de l'apostolat de Mahomet, firent-ils de la pierre noire de la Kaabah une représentation d'une déesse sidérale, soit de la Lune, soit de la planète Vénus. Mais il est incontestable qu'auparavant l'aérolithe fut adoré fétichiquement pour lui-même ».
Ryckmans reconstitua une liste impressionnante des « divinités du paganisme arabe » (p. 310-312). Parmi celles-ci la première en importance est Houbal, adorée dans la Ka'aba de La Mecque. C'était « une idole en cornaline, érigée au-dessus de la fontaine desséchée où l'on jetait les offrandes ». Ce dieu a trois compagnes : al-Lâl, en forme de roche carrée ; al-Ouzzâ, en forme d'arbre sacré ; Manât, la Destinée, grande pierre qui sera vénérée chez les Nabatéens et les Thamoudéens. La déesse al-Ouzzâ restera célèbre dans la région syro-palestinienne, où on l'identifiera à la planète Vénus (page 35-36).

#### Yémen
Dans la cité (capitale) de Sanaa, un temple était dédié à Al Zoharah (la planète Vénus). Il sera détruit par le calife Othman (Othmân ibn Affân : 574 - calife 644 - 656).
En Hadramaout, Ilum possédait un sanctuaire où l'on vénérait « le dieu-lune, Sîn, le dieu de la planète Vénus, 'Alhtar (hypostase masculine d'Eshtar, Ishtar, Astarté), ainsi que des « déesses » dont le nom n'est pas indiqués (page 41) ».
Dans le panthéon des Arabes du Sud (p. 327), Ryckmans dit que le dieu qui « occupe le premier rang chez les divers peuples de l'Arabie méridionale » est le prototype masculin d'Ishtar (ci-dessus), à savoir 'Athtar « dieu stellaire Vénus » dont on propose l'étymologie 'thr « être riche, irriguer » (p. 328). Des épithètes comme « l'astre qui se couche » ou encore shâriqân « oriental » sont à comparer avec les attributs d'Ishtar, déesse du soir et déesse du matin, dans l'hymnologie assyro-babyloniennes (page 42).
Voir Ryckmans Jacques. Le panthéon de l'Arabie du sud préislamique : état des problèmes et brève synthèse. In: Revue de l'histoire des religions, tome 206, n°2, 1989. pp. 151–169.

## Les Grecs
Les Grecs, à l'origine, différenciaient la planète Vénus en deux divinités : le dieu Eosphoros, « porteur (de la lumière) de l'aurore » (appelé aussi Phosphoros, « porteur de lumière ») en tant qu'astre (étoile) du matin, et le dieu Hespéros en tant qu'astre (étoile) du soir.

### Galerie
- IIe siècle : Séléné, déesse de la Lune, entourée des Dioscures ou de Phosphoros (l'étoile du matin) et Hespéros (l'étoile du soir). Marbre, art romain (Italie). Note : l'image suivante, plus précise, infirme l'hypothèse des Dioscures.
- IIe siècle : La déesse Séléné, illustration du Meyers Lexikon de 1888. Elle est entourée par Phosphoros (torche vers le haut) et Hespéros (torche vers le bas).
- 1763 : F. Boucher : Eos (Aurore), Céphale, et Phosphoros (qui tient la torche).
- 1881 : Evelyn de Morgan (1855-1919). Phosphoros se lève à l'est (à droite), Hespéros se couche à l'ouest (à gauche).
- 1897 : Wyspiański - Dzieła malarskie - Jutrzenka (Pologne) : Hélios (au fond), Phosphoros, une femme (Eos (Aurore) ?), Hespéros.

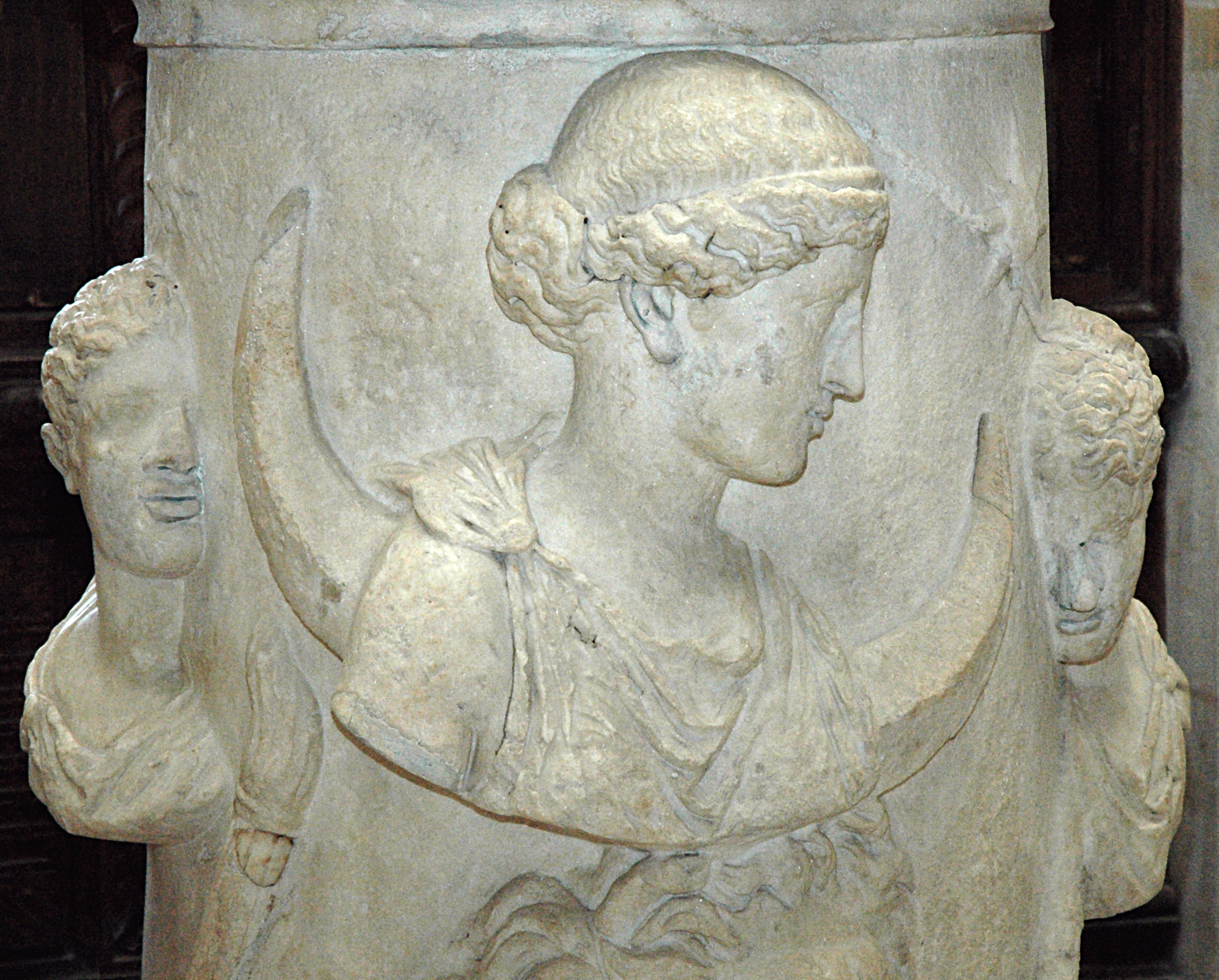
Séléné, entourée des Dioscures ou de Phosphoros et Hespéros.
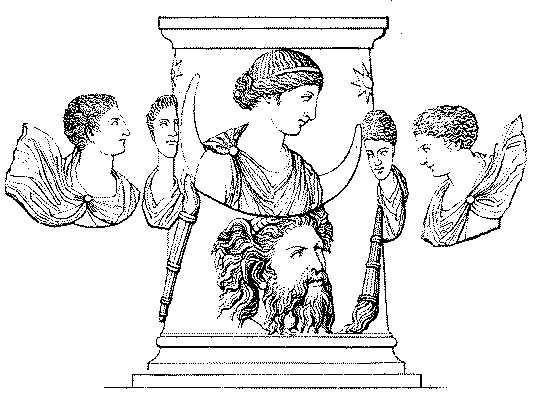
Séléné, Phosphoros et Hespéros.
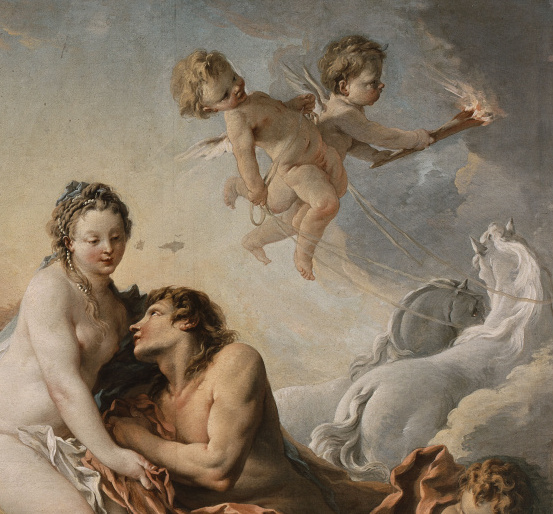
Eos (Aurore), Céphale et Phosphoros (1763).
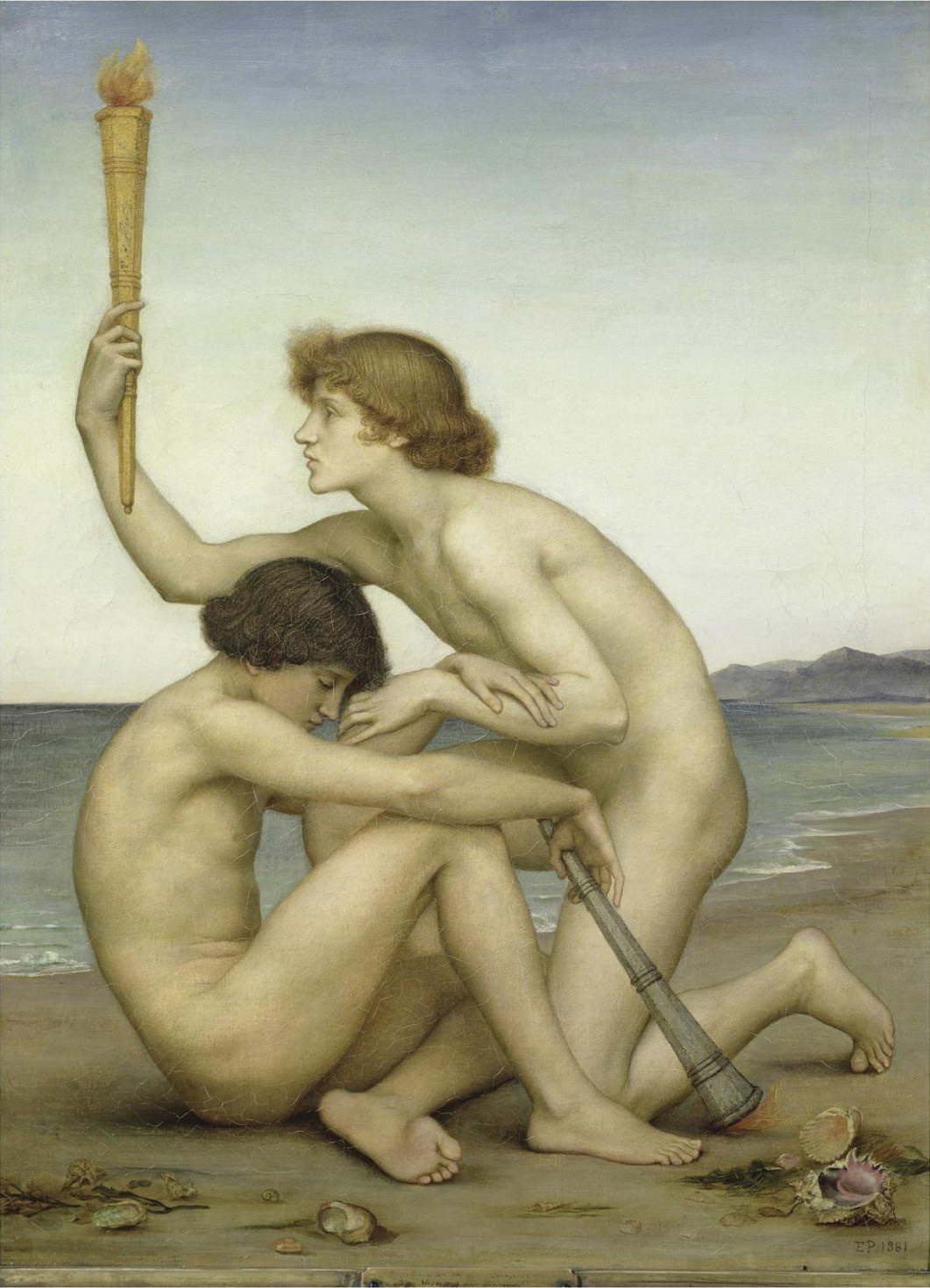
Phosphoros et Hespéros par Evelyn de Morgan (1881).
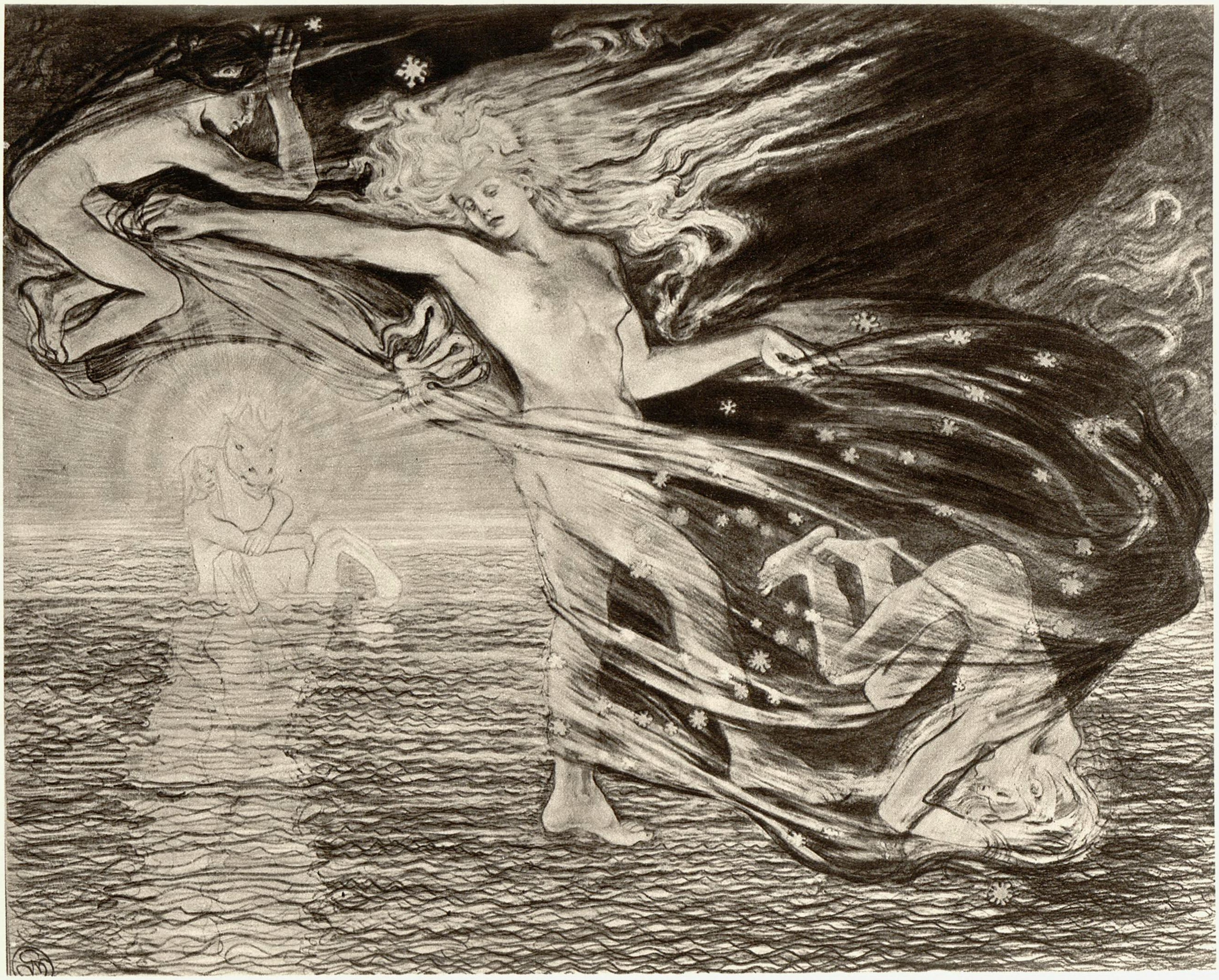
Phosphoros et Hespéros (1897).

## Les Romains
Les Romains, comme les Grecs, différenciaient la planète Vénus en deux divinités : Lucifer, « porteur de lumière » en tant qu'astre (étoile) du matin, et Vesper en tant qu'astre (étoile) du soir.
L'usage d'appeler la planète Vénus du nom de Lucifer a persisté jusqu'à nos jours en roumain (langue dérivée du latin). Elle est appelée Luceafăr, mais, comme étoile du matin, elle porte les noms de Luceafărul-de-Dimineaţă (du matin), Luceafărul-de-Ziuă (du jour), Luceafărul-Porcilor (des porcs), Luceafărul-Boului (du taureau). Comme étoile du soir, elle est appelée : Luceafărul-de-Seară (du soir), Luceafărul-de-Noapte (de nuit), Luceafărul-Ciobanilor (des bergers), Luceafărul-cel-Mare-de-Noapte (le Grand de Nuit).

### Galerie
- 1704 : G.H. Frezza
- (non daté) : Statue de l’un des douze Lucifers sur la colonne de la Sainte-Trinité à Olomouc (République tchèque).

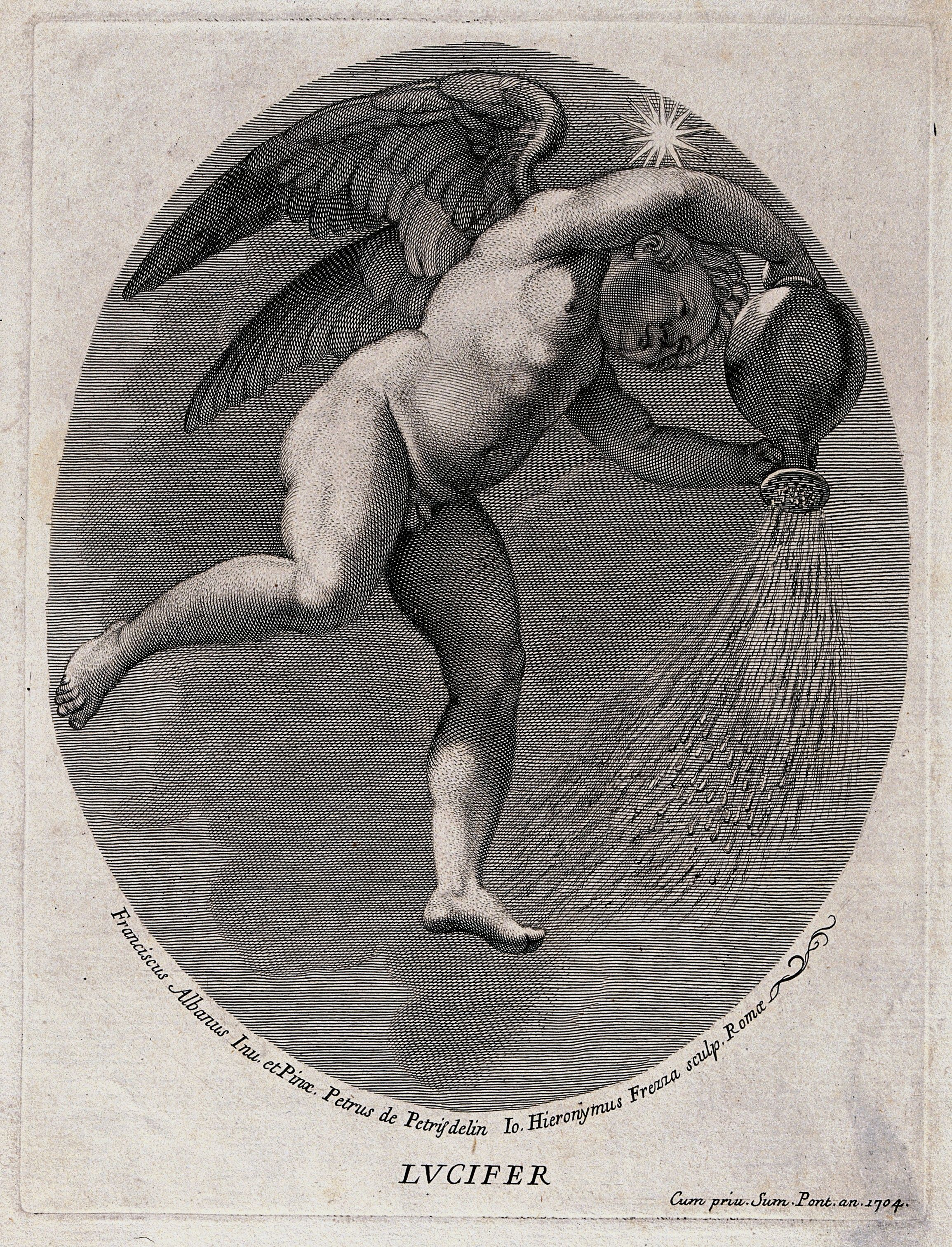
Lucifer par G.H. Frezza (1704).
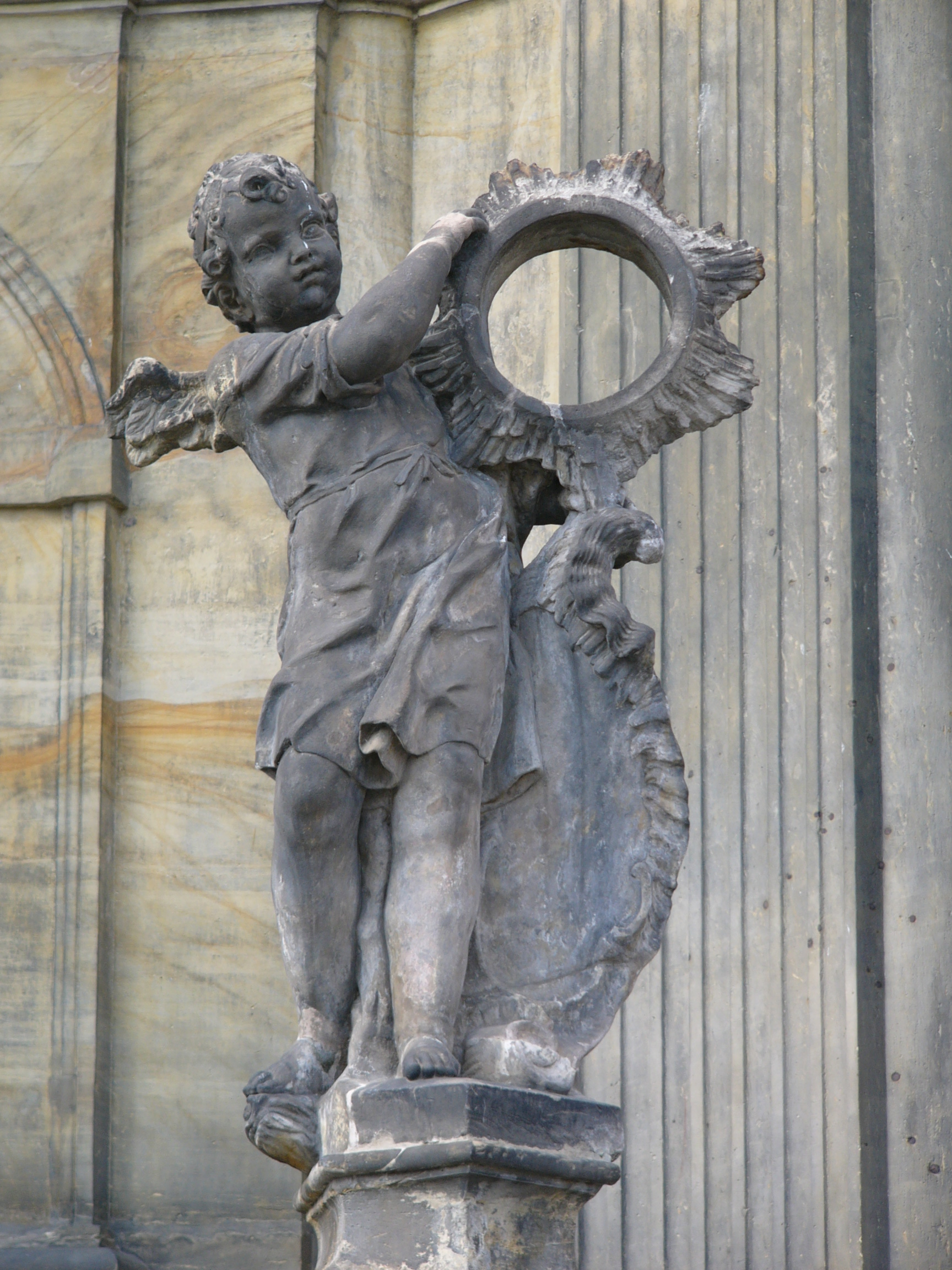
Un des douze Lucifers sur la colonne de la Sainte-Trinité à Olomouc (République tchèque).

Par la suite, la planète Vénus fut baptisée du nom de la déesse Vénus, symbole de la beauté, de la féminité et de l'amour physique dans la mythologie romaine. L'« étoile de Vénus » étant la plus belle des étoiles, elle aurait été rattachée à la plus belle des déesses[réf. souhaitée].
- Cicéron (De Natura Deorum, 2, 20, 53) écrit : « Stella Veneris, quae Φωσφόρος Graece, Latine dicitur Lucifer, cum antegreditur solem, cum subsequitur autem Hesperos » / « L'étoile de Vénus, appelée Φωσφόρος en grec et Lucifer en latin lorsqu'elle précède le soleil, Hesperos quand elle le suit »[27].
- Pline l'Ancien (Histoire naturelle, 2, 36) écrit : « Sidus appellatum Veneris… ante matutinum exoriens Luciferi nomen accipit… contra ab occasu refulgens nuncupatur Vesper » / « L'étoile appelée Vénus… lorsqu'elle se lève le matin porte le nom de Lucifer… mais lorsqu'elle brille au coucher du soleil, elle s'appelle Vesper ».

La planète Vénus, d'après Pline l'Ancien (livre II, 8, 37-38), est associée à plusieurs déesses dont Junon et Isis : « Veneris sidus alii Iunonis, alii Isidis, alii matris deum appellauere, huius natura cuncta generantur in terris ».
- Pline l'Ancien (livre II, 6(ou 8), 7 à 9) : « [7] Au-dessous du Soleil tourne une grande planète appelée Vénus, qui a un mouvement alternatif, et qui, par ses surnoms, est la rivale du Soleil et de la Lune. Car, prévenant l'aurore et paraissant dès le matin, elle reçoit le nom de Lucifer, et, comme un autre Soleil, hâte l’arrivée du jour ; d'autre part, brillant après le soir, elle est appelée Hesperus, prolonge la durée du jour, et remplace la Lune. Pythagore de Samos est le premier qui ait reconnu cette particularité vers la 42e olympiade, qui répond à la 142e année de Rome (note 11). [8] par sa grandeur elle dépasse tous les autres astres, et l'éclat en est tel, qu'elle est la seule des étoiles qui produise de l'ombre ; aussi lui a-t-on à l'envi donné des noms, appelée par les uns Junon, par les autres Isis, par d'autres Mère des dieux. [9] C'est par son influence que tout s'engendre sur la Terre : répandant, à son lever du matin comme à son lever du soir, une rosée féconde, non seulement elle fertilise la terre, mais encore elle stimule la fécondation des animaux. Elle parcourt le zodiaque en 348 jours, et ne s'écarte jamais du Soleil de plus de 46 degrés, suivant Timée »[29], page 104 (et page 151 pour la note 11 qui explique notamment le problème des numéros des passages, différents selon les éditions)[30].
- Pline parle de la planète Vénus dans plusieurs autres passages.

### Noms des jours de la semaine
Vénus est associée au vendredi parmi les jours de la semaine. Dion Cassius (qui écrit en grec) la nomme Ἀφροδίτῃ (Aphrodite).
Les Germains vont adopter la semaine romaine mais vont l'adapter à leur propre panthéon : la déesse Vénus est remplacée par leur déesse de l'Amour Frigg. Le proto-germanique *Frijjōz dagaz donnera, entre autres, le vieil anglais, Frīgedæg, « jour de Frigg » (à l'origine du Friday anglais) et l'allemand Freitag. Frigg a pu être confondue avec la déesse Freyja.

## Les Balto-Slaves
Balto-slave : Le dieu letton Auseklis (en) est une représentation de l'étoile du matin.
Slave : Danica est un nom féminin serbo-croate et slovaque qui signifie « étoile du matin ».

## L'étoile du berger
Dans la culture populaire, la planète Vénus est surnommée l’« étoile du berger » car elle peut être facilement visible dans le ciel du matin (à l'est), avant l'aurore, ou dans le ciel du soir (à l'ouest), après le crépuscule. À l'époque moderne, le terme « étoile » est bien évidemment impropre car il s'agit d'une planète, mais pour les Anciens, elle faisait partie des cinq astres  dits « errants » (grec ancien πλανήτης, planêtês « errantes »).
On lui attribua ce nom car les gardiens de troupeaux dans les temps anciens en tenaient compte pour aller dans les pâturages ou en revenir.
Le roumain a conservé l'usage latin d'appeler la planète Vénus (Luceafăr, de « Lucifer (porteur de lumière »), en tant qu' étoile du soir, avec, entre autres, le nom : Luceafărul-Ciobanilor (des bergers).
Chez les Dogons, elle peut être appelée enegirim, « astre des chevriers ».

### L'étoile du berger et l'étoile des Mages
L'étoile du berger, fait également référence à l’étoile des Mages, l'étoile de Bethléem, relatée dans le Nouveau Testament. Mais en réalité, ces deux astres sont différents.
L’Évangile de Matthieu dans son récit de la nativité fait mention de cette étoile : « Jésus étant né à Bethléem de Judée, au temps du roi Hérode, voici que des mages venus d’Orient arrivèrent à Jérusalem et demandèrent : Où est le roi des Juifs qui vient de naître ? Nous avons vu son astre à l’Orient et nous sommes venus lui rendre hommage. »
Les scientifiques modernes ont d'abord pensé à une nova (ou à une supernova) mais aucune nova n’a été décelée durant le règne d’Hérode (né en 73 avant notre ère - règne en 37 - mort en 4 avant notre ère). On a aussi pensé à la fameuse comète de Halley mais cette dernière est passée dans le ciel 66 ans avant la naissance supposée du Christ, soit bien trop tôt. Ne restait que l'hypothèse d'une conjonction entre Jupiter et Saturne qui se sont fortement rapprochées à trois reprises en l’an 7 avant notre ère : en juin, septembre et décembre. En l’an 6 avant notre ère, le roi Hérode est encore en vie et les historiens situent la date de naissance du Christ entre l’an 8 et l’an 4 avant notre ère.

## Indes
Vénus est appelée Shukra Graha (« la planète Shukra ») d'après la déesse Shukra et apparaît dans l'astrologie indienne. Ce nom signifie « éclat, clarté, clair, pur » en sanskrit.

## Extrême-Orient
Les cultures chinoise, coréenne, japonaise et vietnamienne désignent Vénus sous le nom d'« étoile d'or », et utilisent les mêmes caractères 金星 (jīnxīng en hanyu pinyin ; きんせい en hiragana, kinsei en romaji ; 금성 geumseong en hangeul), selon la « théorie » des cinq éléments.
Julien Girard de Rialle (pages 216) : « Un signe concluant du développement de l'astrolàtrie chez les Chinois est le système de dénomination des planètes (Sing) qui sont l'objet d'un culte ; suivant les données de la physique chinoise, il y a cinq éléments, le métal, l'eau, la terre, le feu et le bois ; or chacun de ces éléments est en rapport direct avec une planète : Vénus est l'étoile du métal, King-Sing. [...] Cependant, il y a une autre classification des planètes basée sur la disposition des points cardinaux : Jupiter est ainsi préposé à l'est, Mars au sud, Vénus à l'ouest, Mercure au nord, et Saturne règne sur la région centrale comprise entre ces quatre régions. »
L'ancien Japon appelait également la planète Vénus du nom de Taihaku. Ce nom a depuis été réattribué à une planète mineure par les astronomes, (4407) Taihaku.

## Les Amérindiens

### Amérique du Nord
Julien Girard de Rialle (pages 152-153) : 
- En Californie, « les grossiers sauvages, qui y demeuraient à l'origine, assurent que le soleil, la lune, l'étoile du soir et l'étoile du matin sont animés comme des hommes et des femmes, qui plongent le soir dans la mer et nagent toute la nuit de l'ouest à l'est, pour reparaitre de l'autre côté le matin. »
- « Chez les Peaux-Rouges de l'Amérique du Nord, le culte des étoiles, notamment de celle du matin, le Lucifer des anciens, est très-répandu. Cette adoration spéciale pour la planète Vénus est, semble-t-il, d'origine méridionale et peut se rattacher à la mythologie mexicaine ; dans celle-ci, en effet, Vénus était un astre plus ancien que le Soleil. »
- « Chez les Pawnis, par exemple, elle préside à l'agriculture, elle féconde les champs de maïs, de haricots et de courges ; ces Indiens lui faisaient même des sacrifices humains ; on cite entre autres ce fait, qu'en 1837 ou 1838 une fille siou prisonnière, à laquelle on n'avait point révélé le sort qui lui était réservé, et qu'on avait bien nourrie, bien soignée, fut liée sur un bûcher et criblée de flèches, mais avant qu'elle mourût, on lui enleva plusieurs morceaux de chair pour asperger les jeunes récoltes du sang qui en découlait. »
- « Ailleurs, Vénus, considérée comme étoile du soir, passait pour une femme transformée en étoile. »
- « Il faut remarquer ici qu'en Amérique, comme dans bien d'autres pays, on tarda longtemps avant de reconnaître que l'étoile du soir et l'étoile du matin sont une seule et même planète. »

### Amérique centrale
Vénus était connue des civilisations mésoaméricaines ; elle occupait une place importante dans leur conception du cosmos et du temps.
Les Nahuas l'assimilaient au dieu Quetzalcóatl, et, plus précisément, à Tlahuizcalpantecuhtli (« étoile du matin »), dans sa phase ascendante, et à Xolotl (« étoile du soir »), dans sa phase descendante.
Les Mayas connaissaient la durée de sa révolution synodique et l'avaient mise en relation avec leur calendrier solaire, avec une marge d'erreur très faible, de l'ordre d'un jour en plus tous les 6 000 ans. Dans le Popol Vuh, les jumeaux Xbalamque et Hun Ahpu deviennent le Soleil et Vénus après avoir vaincu les seigneurs de Xibalba.
Julien Girard de Rialle (pages 156) : « Le mythe mexicain de la préexistence de Vénus sur le Soleil, indique qu'avant de reconnaitre l'influence directe de l'astre de lumière sur la végétation, on avait attribué le pouvoir fertilisateur à la planète qui, comme étoile du matin, amène à la fois la douce et féconde rosée et la chaleur bienfaisante du jour. »
- (pages 358-359) : « Le mythe de la naissance du Soleil fait suite à celui de la création des hommes dans le Popol- Vuh. Dans l'Amérique centrale comme chez les Péruviens et chez les Chibchas, la croyance en l'antériorité de l'homme sur le Soleil était généralement répandue. Nous en avons eu déjà plusieurs exemples. Or, est-il dit dans le Popol-Vuh, les premiers Quichés ne vivaient qu'à la lueur de l'étoile du matin, et pour eux la lumière du jour n'était pas plus intense que celle de l'aube. » Suit la légende de la naissance du Soleil : « après bien des péripéties, les Quichés arrivèrent près d'une montagne à laquelle ils donnèrent le nom d'Hacavitz, un de leurs dieux, et là ils apprirent qu'ils allaient voir enfin le Soleil. En effet, l'étoile du matin devint plus brillante, et pendant qu'ils dansaient, qu'ils chantaient, qu'ils brûlaient de l'encens, le soleil leur apparut tout glorieux. »

### Antilles
Julien Girard de Rialle (page 154) : « Pour les insulaires des Antilles, les étoiles étaient des fétiches, des cémis. Aux yeux des Caraïbes, la planète Vénus était l'épouse de la Lune, parce qu'elle s'aperçoit sans cesse à côté d'elle ».

### Amérique du Sud
Julien Girard de Rialle (page 251) : Pour les Péruviens, « La planète Vénus, appelée Chosco (le Chevelu) passait pour l'écuyer du Soleil et les comètes étaient les messagers ou les signes de sa colère ».

## Symbolisme

### Le symbole de Vénus

Le symbole de Vénus.

En astrologie (puis en en astronomie), la planète Vénus a pour symbole un cercle avec une croix pointant vers le bas (unicode 0x2640 : ♀),.
Certains[réf. nécessaire] l'ont interprété comme étant le miroir à main de la déesse Vénus.
- L'idée que le symbole représenterait le miroir de la déesse a été introduite par Joseph Juste Scaliger à la fin du XVIe siècle, invoquant également que le cuivre était utilisé pour réaliser les miroirs antiques et faisant ainsi le lien avec le symbole alchimique[38]. Claude Saumaise, au début du XVIIe siècle, a établi qu'il dérivait de la première lettre du nom grec la planète Phōsphoros (Φωσϕόρος), comme les symboles des autres planètes, ce qui semble faire consensus aujourd'hui[36],[37].

Par extension, dans la culture populaire, il désignera le sexe féminin  par opposition avec le symbole de Mars (♂) désignant le sexe masculin. Dans ce dernier cas, le symbole sera ré-interprété : le cercle représentant l'utérus, et la petite croix vers le bas étant le symbole de l'accouchement ou l'origine de la vie.

### Le pentagramme de Vénus

Pentagramme dessiné par Vénus.

Le pentagramme fut aussi utilisé comme symbole de Vénus et de la féminité en général et notamment de la Déesse mère.
L'adoption de ce symbole est directement liée à l'observation de la planète : les positions successives de Vénus dans le ciel à chaque période synodique dessinent approximativement un pentagramme autour du Soleil, sur un cycle total de 8 ans (c'est-à-dire cinq périodes synodiques de Vénus).

## Astrologie
Dans la tradition astrologique, Vénus, de par sa position changeante dans l'un des douze signes et l'une des douze « maisons », et en rapport avec les autres astres, influence la personnalité, le comportement et le caractère des êtres humains. Elle influence aussi les évènements.
Comme pour les autres astres, elle régit plus particulièrement certains signes. Pour Vénus, il s'agit du Taureau et de la Balance.

## Alchimie
Le symbole de Vénus correspond au symbole alchimique ancien du cuivre.
Voir Thierry Miguet.

## Les «pseudo-sciences»
La zététique est présentée comme « l'étude rationnelle des phénomènes présentés comme paranormaux, des pseudosciences et des thérapies étranges ».
Cependant, la nécessité de crédibiliser leurs théories pousse les pseudo-sciences à incorporer dans leurs discours des éléments réellement pertinents. Il est malheureusement difficile, à première vue, de les extraire de l'ensemble.

### Les Extraterrestres

#### Les Dogons réinterprétés
Certains ont extrapolé un enseignement extraterrestre pour expliquer la cosmogonie très élaborée des Dogons (peuple du Mali) qui mentionne, entre autres choses extraordinaires, l'existence d'un satellite de Vénus.

### Sources antiques
- Pline L'Ancien, Histoire naturelle (traduction d'E. Littré, Paris, 1877)[30].